# Козуб

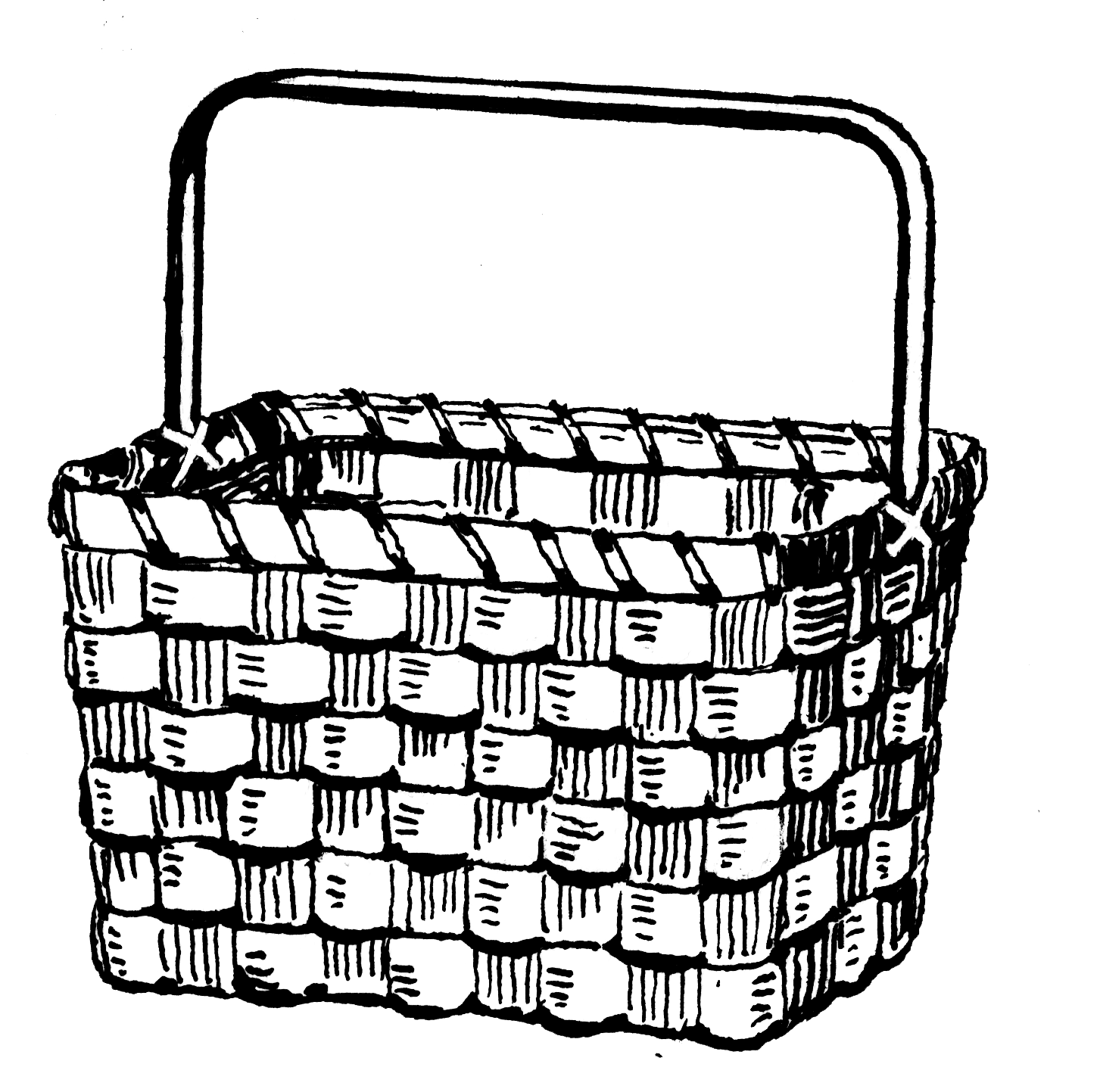
Козуб з лубу

Ко́зуб, ко́зубень, зменш. козубе́нька, козубе́ць, діал. козу́бка — невеликий кошик, короб, сплетений з лубу (лика, бересту) або лози, переважно для ягід. Козуб з лубу також відомий під діалектною назвою «стуга» (зменш. «стужка»), так називали і лозовий козуб, покритий шаром глини і призначений для зберігання зерна, борошна.

## Етимологія
Слово козуб походить від прасл. *kozubъ, пов'язаного очевидно з *koza (первісне значення — «торбинка з козячої шкіри») або з *koža («шкіра»). Розвиток семантичного зсуву «мішечок з шкіри» ⇒ «кошик» не зовсім ясний.

## Інше
- Козуб, який навішували на плече при засіванні поля ручним способом, називався «сіва́» (діал. «сівня́»)[5][6].
- Від слова «козуб» походить низка українських прізвищ (Козуб, Козубенко, Козубняк, Козубов), топоніми (Малі Козуби) тощо.

## Прислів'я, мовні звороти
- Як не гриб, то не лізь у козуб (з записів М. Номиса)
- Козуба́тий — «пузатий»
- Ко́зубом ста́ти — «стати дуже твердим від морозу» (як кора), «задубіти» (про мокрий одяг).

## Згадки в літературі
- «В козубі торохкотіли ще зовсім зелені кислиці, лісові яблучка» (Олександр Ільченко, «Козацькому роду нема переводу, або ж Мамай і Чужа Молодиця»).
- «В майстерних козубах горіла найчистіша живиця» (Іван Франко, «Без праці»).
- «Вона вилізла на товсту черешню, а з неї перелізла на другу, нарвала черешень повну козубеньку й понесла у ґанок» (Іван Нечуй-Левицький, «Бурлачка»).
- Є квіти! І повен грибів козубень! (Іван Нехода, «Хто сіє вітер»).
- Малята повні жменьки їх [опеньок] кладуть у козубок (Наталя Забіла, «Веселим малюкам»).
- Поки до санок дійшов [о. Гервасій], підрясник козубом став, аж до шкури прикипів (Анатолій Свидницький, «Люборацькі»).